# Piero Liatti
Pas d'image ? Cliquez ici
Piero Liatti, né le 7 mars 1962 à Biella, dans la province de même nom au Piémont, est un pilote de rallye italien, ayant participé au championnat du monde des rallyes de 1990 à 2004.

## Carrière
Liatti débute en championnat du monde des rallyes en 1990 au volant d'une Lancia Delta Intégrale 16V en tant que pilote privé. À la suite de ses performances, il intègre l'équipe officielle Subaru en 1995 et y reste jusque 1998. Il court ensuite dans les équipes Ford (en 1999), SEAT (en 2000) et Hyundai (en 2001) puis redevenant pilote privé jusqu'à la saison 2004.
Il remporte sa seule victoire en WRC en 1997 au Rallye automobile Monte-Carlo avec Fabrizia Pons.
Il est monté huit autres fois sur un podium mondial, dont 5 secondes places.
Son meilleur classement en championnat du monde est une cinquième place en 1996 (6e en 1997, 7e en 1998, 8e en 1995). Il a également été classé troisième du championnat d'Afrique en 1996.

## Victoire en WRC
| # | Saison | Rallye                            | Pays   | Copilote      | Voiture            |
| - | ------ | --------------------------------- | ------ | ------------- | ------------------ |
| 1 | 1997   | 65e Rallye automobile Monte-Carlo | Monaco | Fabrizia Pons | Subaru Impreza WRC |

(et 2e du rallye d'Indonésie en 1996, du rallye d'Espagne en 1996 et 1997, et du rallye SanRemo en 1997 et 1998)

## Victoire en Championnat mondial FIA2litres
- Rallye Sanremo en 1995 (dès sa première année dans cette catégorie mondiale)
- Participation à la victoire de Seat au Championnat du monde en 1999 (avec Harri Rovanperä sur Seat Córdoba WRC)

## 15 victoires enERC
- Rallye Mille Miglia, en 1990
- Targa Florio (rallye de Sicile), en 1990 et 1995
- Rallye de Bulgarie, en 1991
- Rallye de Pologne, en 1991
- Rallye d'Allemagne, en 1991
- Rallye Elpa Halkidiki, en 1991 (et vainqueur du Championnat d'Europe des rallyes la même année)
- Rallye El Corte Inglés, en 1992
- Rallye Costa Smeralda, en 1994
- Rallye Vinho da Madeira, en 1995
- Rallye de Messine, en 1995 (et 3e du championnat d'Europe la même année, où il termine également vice-champion d'Italie)
- Rallye Vinho da Madeira, en 1997
- Rallye della Lana, en 2000
- Rallye Vinho da Madeira, en 2000
- Rallye du Valais, en 2004

## Victoire enMORC
- Rallye du Liban, en 2001

## Autre victoire
- Rallye de San Marino "Historic", en 2012.

## Podium notable
- 2e du rallye d'Indonésie en 1996 en APRC (sur Subaru Impreza 555 avec Fabrizia Pons).